# Cerkiew św. Dymitra w Sanoku
Cerkiew św. Dymitra w Sanoku – parafialna cerkiew greckokatolicka w Sanoku.

## Historia
Pierwotnie istniała cerkiew drewniana. Poniżej istniała plebania, której budynek rozebrano pod koniec XIX wieku.
Mieści się przy Alei Najświętszej Maryi Panny, w dzielnicy Dąbrówka. Jest to murowana świątynia wybudowana w 1867 (ostatecznie prace ukończono w 1891 roku). Powstała na terenie ówczesnej Dąbrówki Ruskiej. Fundusze na budowę świątyni przekazywali ks. Wasylij Czemarnyk, proboszcz parafii Zesłania Ducha Świętego w Sanoku oraz ks. Walery Słowikowski (wzgl. archirej Walerian Sławikowski), misjonarz nad Amurem na Dalekim Wschodzie. 
Świątynia została stworzona na planie równoramiennego krzyża. Jedną z kopuł cerkwi była większa, zakończona krzyżem. Przed 1939 dach cerkwi był wykonany z blachy. W tym czasie istniał w cerkwi obraz św. Dymitra. Obecnie w ołtarzu głównym znajduje się ikona Matki Boskiej z Dzieciątkiem.
Przy cerkwi powstała murowana dzwonnica, złożona z trzech dzwonów (jeden większy i dwa mniejsze).
Przed 1939 do cerkwi przynależało 18 morgów ziemi, służących na jej utrzymanie, zaś proboszcz samodzielnie posiadał 36 morgów.
Od 1969 była użytkowana jako kościół rzymskokatolicki, a w 1982 została przekształcona na kilka lat w kaplicę przy nowo wybudowanej świątyni.
W 1993 obiekt przekazano grekokatolikom. W 2005 przeprowadzono remont. Wewnątrz mieści się zabytkowy ikonostas.

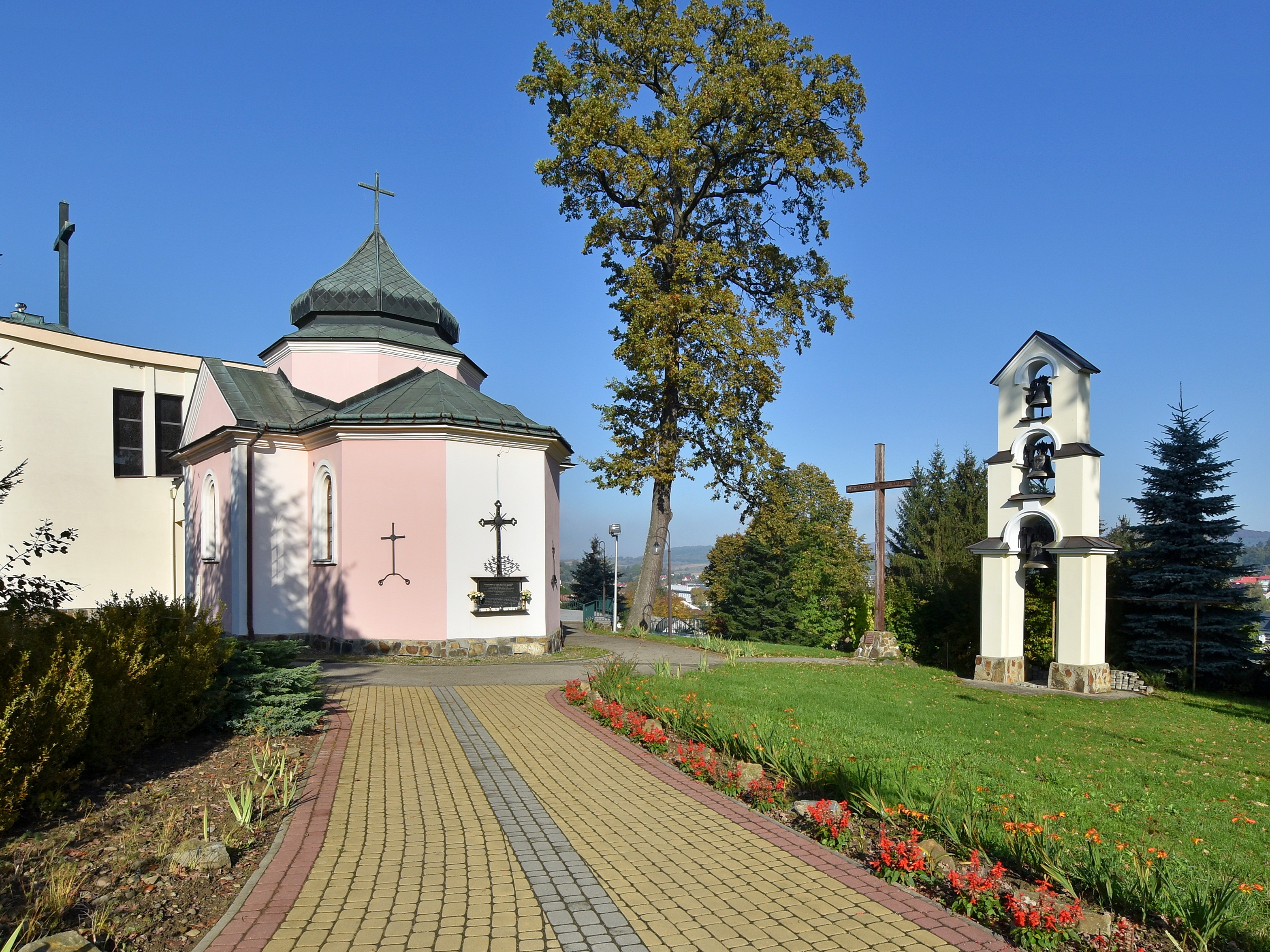
Widok od strony prezbiterium
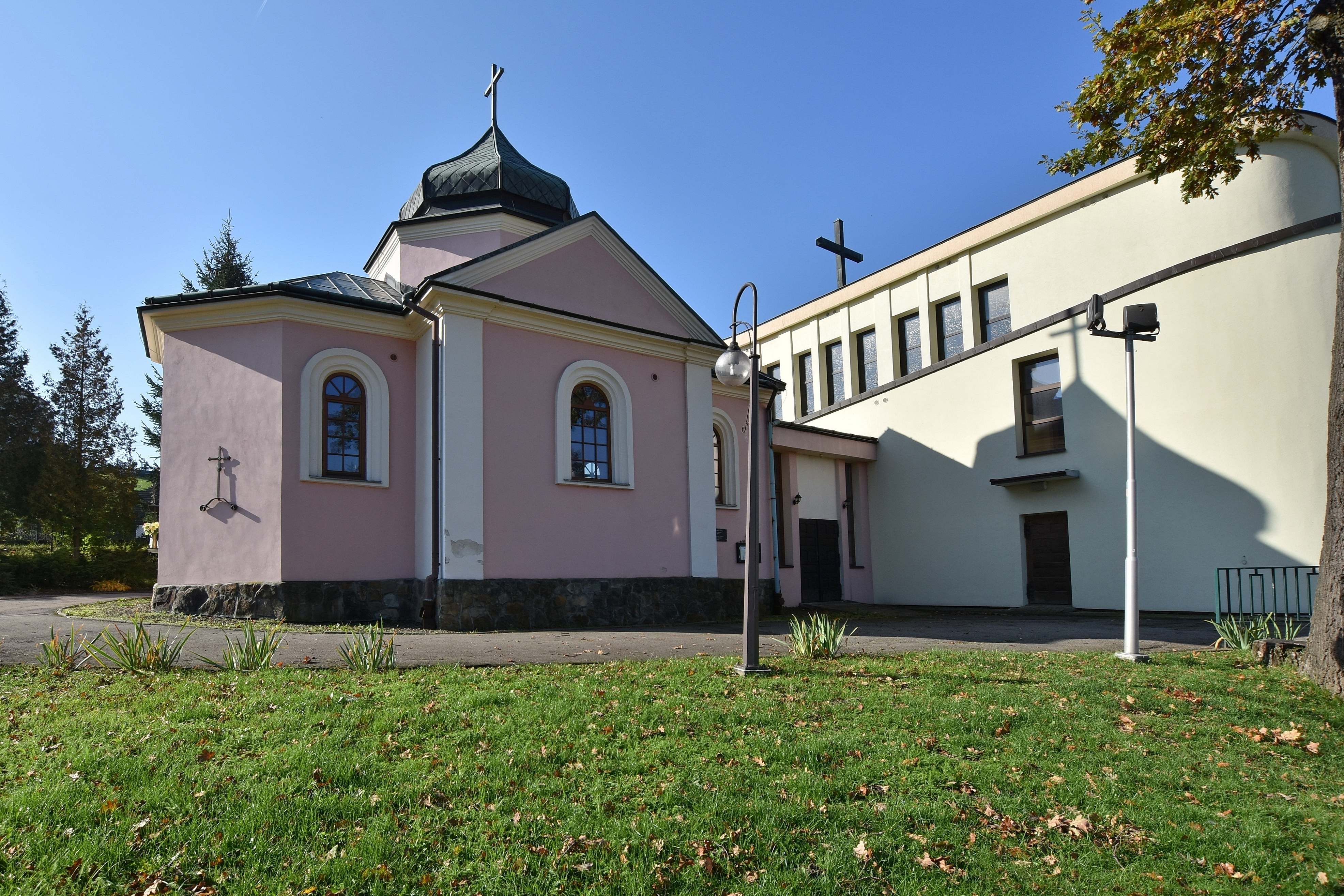
Elewacja północna
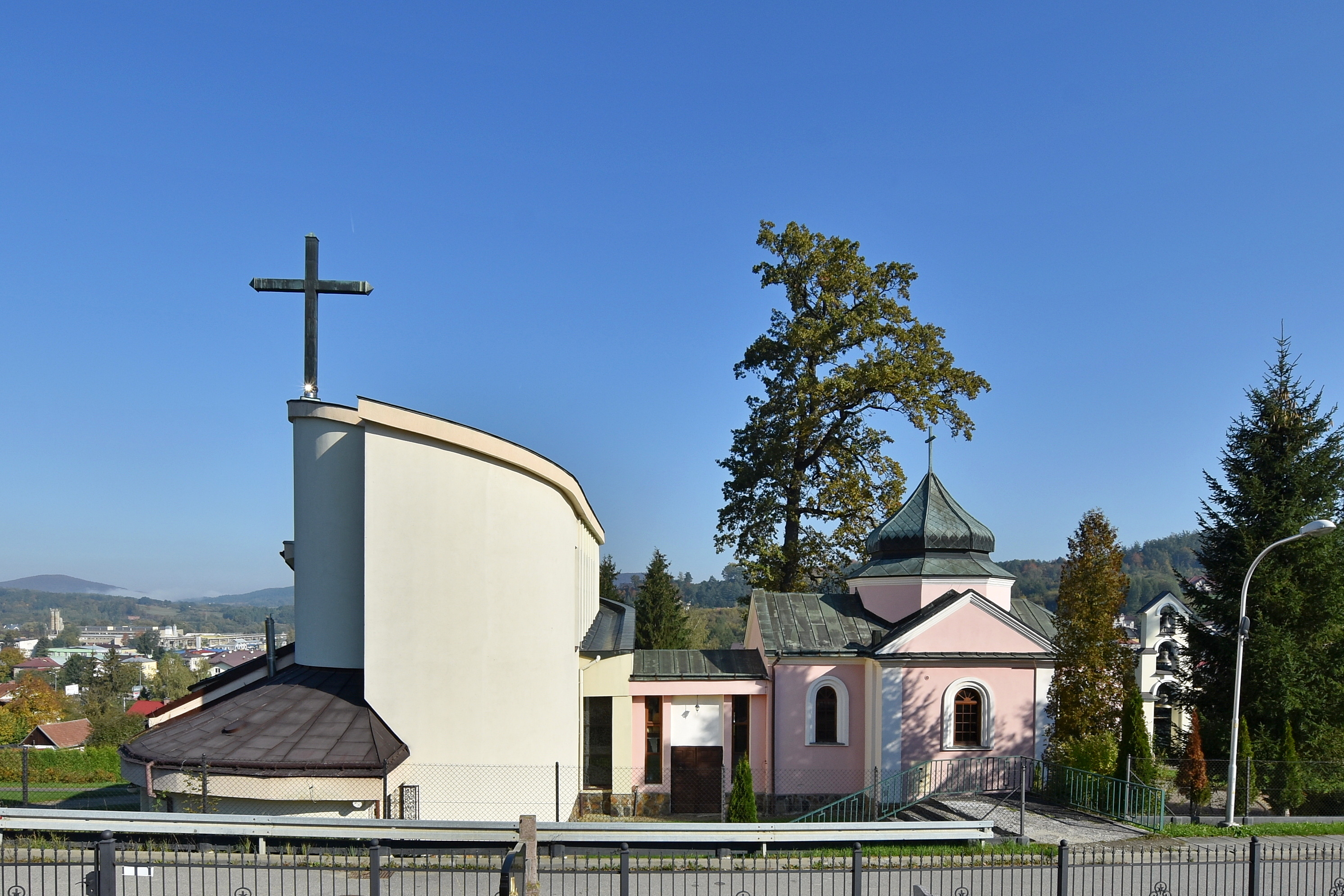
Widok ogólny

Obok budynku istnieje murowana dzwonnica.
Na wschodniej fasadzie budynku została umieszczona tablica pamiątkowa upamiętniająca ofiary Akcji „Wisła”, odsłonięta w 60. rocznicę wydarzeń (2007).
Budynek został wpisany do wojewódzkiego (1989) oraz do gminnego rejestru zabytków miasta Sanoka.
Powyżej cerkwi jest położony cmentarz, przy którym znajduje się zabytkowa kaplica grobowa Tchorznickich, Stankiewiczów i Urbańskich, właścicieli ziemskich z Dąbrówki Polskiej.